# Probot (album)
Probot – album studyjny projektu Probot powołanego przez amerykańskiego multiinstrumentalisty i wokalisty Dave'a Grohla. Wydawnictwo ukazało się 10 lutego 2004 roku nakładem wytwórni muzycznej Southern Lord Records. Płytę poprzedził wydany 2 listopada 2003 roku singel pt. "Probot". W ramach promocji do utworu "Shake Your Blood" został zrealizowany teledysk. Gościnnie w nagraniach wzięli udział m.in.: Cronos, Max Cavalera, Lemmy Kilmister oraz King Diamond. 
Tekst utworu pt. „Red War”, autorstwa Maxa Cavalery, został zainspirowany filmem Człowiek, który chciał być królem (1975) i dotyczy Przełęczy Chajberskiej i Afganistanu.
Autorem okładki był Michel „Away” Langevin.

## Lista utworów
Opracowano na podstawie materiału źródłowego.
1. "Centuries of Sin" (feat. Cronos) - 04:09
2. "Red War" (feat. Max Cavalera) - 03:30
3. "Shake Your Blood" (feat. Lemmy) - 02:59
4. "Access Babylon" (feat. Mike Dean) - 01:24
5. "Silent Spring" (feat. Kurt Brecht) - 03:28
6. "Ice Cold Man" (feat. Lee Dorrian) - 05:53
7. "The Emerald Law" (feat. Wino) - 05:33
8. "Big Sky" (feat. Tom G. Warrior) - 04:51
9. "Dictatosaurus" (feat. Snake) - 03:52
10. "My Tortured Soul" (feat. Eric Wagner) - 05:00
11. "Sweet Dreams" (feat. King Diamond) - 12:06
12. "I Am the Warlock" (feat. Jack Black) - 3:04 (utwór ukryty)